# Thermischer Frontparameter
Der Thermische Frontparameter (TFP) ist in der Meteorologie ein hilfreicher Parameter zur Analyse und Visualisierung von Fronten in den Ergebnissen von Rechnersimulationen des Wetters. Mathematisch lässt er sich wie folgt ausdrücken:
{\displaystyle TFP=-\nabla \left|\nabla \,T\right|\cdot {\frac {\nabla \,T}{\left|\nabla \,T\right|}}}
Dabei ist:
- {\displaystyle \left|\nabla \,T\right|} – Betrag des Gradienten der Temperatur

- {\displaystyle -\nabla \left|\nabla \,T\right|} – Änderung des Temperaturgradienten, vergleiche die Verwendung des Laplace-Operators bei der Kantendetektion

- {\displaystyle {\frac {\nabla \,T}{\left|\nabla \,T\right|}}} – Projektion in die Richtung des Temperaturgradienten

Eine Kaltfront ist als Grenze definiert, ab der die Temperatur fällt und eine Warmfront als Grenze, wo der Temperaturanstieg abgeschlossen ist.